# Gonodonta miranda
Gonodonta miranda là một loài bướm đêm trong họ Noctuidae.